# Asarum canadense
Asarum canadense är en piprankeväxtart som beskrevs av Carl von Linné. Asarum canadense ingår i släktet hasselörter, och familjen piprankeväxter. Inga underarter finns listade i Catalogue of Life.